# Tapio Luusua
Tapio Petteri Luusua (ur. 4 sierpnia 1981 w Pelkosenniemi) – fiński narciarz, specjalista narciarstwa dowolnego. Jego największym sukcesem jest srebrny medal w jeździe po muldach wywalczony podczas mistrzostw świata w Inawashiro. Na tych samych mistrzostwach wywalczył brązowy medal w jeździe po muldach podwójnych. Jego najlepszym wynikiem olimpijskim jest 5. miejsce w jeździe po muldach na igrzyskach w Salt Lake City.
Najlepsze wyniki w Pucharze Świata osiągnął w sezonie 2001/2002, kiedy to zajął 24. miejsce w klasyfikacji generalnej.

## Osiągnięcia

### Igrzyska olimpijskie
| Miejsce | Dzień     | Rok  | Miejscowość    | Konkurencja      | Zwycięzca          |
| ------- | --------- | ---- | -------------- | ---------------- | ------------------ |
| 5.      | 12 lutego | 2002 | Salt Lake City | Jazda po muldach | Janne Lahtela      |
| 5.      | 14 lutego | 2010 | Vancouver      | Jazda po muldach | Alexandre Bilodeau |

### Mistrzostwa świata
| Miejsce | Dzień       | Rok  | Miejscowość          | Konkurencja                 | Zwycięzca                 |
| ------- | ----------- | ---- | -------------------- | --------------------------- | ------------------------- |
| 40.     | 19 stycznia | 2001 | Whistler             | Jazda po muldach            | Mikko Ronkainen           |
| 9.      | 21 stycznia | 2001 | Whistler             | Jazda po muldach podwójnych | Stéphane Yonnet           |
| 36.     | 31 stycznia | 2003 | Deer Valley          | Jazda po muldach            | Mikko Ronkainen           |
| 7.      | 1 lutego    | 2003 | Deer Valley          | Jazda po muldach podwójnych | Jeremy Bloom              |
| 17.     | 9 marca     | 2007 | Madonna di Campiglio | Jazda po muldach            | Pierre-Alexandre Rousseau |
| 16.     | 10 marca    | 2007 | Madonna di Campiglio | Jazda po muldach podwójnych | Pierre-Alexandre Rousseau |
| 2.      | 7 marca     | 2009 | Inawashiro           | Jazda po muldach            | Patrick Deneen            |
| 3.      | 8 marca     | 2009 | Inawashiro           | Jazda po muldach podwójnych | Alexandre Bilodeau        |

### Puchar Świata

#### Miejsca w klasyfikacji generalnej
- sezon 1999/2000: 45.
- sezon 2000/2001: 25.
- sezon 2001/2002: 23.
- sezon 2002/2003: 41.
- sezon 2003/2004: 33.
- sezon 2004/2005: 58.
- sezon 2005/2006: 38.
- sezon 2006/2007: 65.
- sezon 2007/2008: 33.
- sezon 2008/2009: 33.
- sezon 2009/2010: 78.

#### Miejsca na podium
1. Tignes – 14 grudnia 2000 (Jazda po muldach) – 3. miejsce
2. Ruka – 19 grudnia 2002 (Jazda po muldach) – 1. miejsce
3. Mont Tremblant – 11 stycznia 2003 (Jazda po muldach) – 3. miejsce
4. Mont Tremblant – 10 stycznia 2004 (Jazda po muldach) – 3. miejsce
5. Tignes – 14 grudnia 2005 (Jazda po muldach) – 1. miejsce
6. Lake Placid – 22 stycznia 2006 (Jazda po muldach) – 3. miejsce
7. Tignes – 13 grudnia 2007 (Jazda po muldach) – 2. miejsce
8. Voss – 20 lutego 2009 (Jazda po muldach) – 2. miejsce

- W sumie 2 zwycięstwa, 2 drugie i 4 trzecie miejsca.